# Zitronenzeisig
Der Zitronenzeisig (Carduelis citrinella, Syn.: Serinus citrinella), auch Zitronengirlitz genannt, ist eine Art  aus der Familie der Finken (Fringillidae). Lange Zeit wurde er in die Gattung der Girlitze (Serinus) eingeordnet, nach Arnaiz-Villena et al. (2001) ist er aber näher mit dem Stieglitz (Carduelis carduelis) verwandt.

## Aussehen
Der Zitronenzeisig ist gelblich-grün gefärbt und diffus gezeichnet. Er ist 12 bis 12,5 cm lang und wiegt 15 g. Der kurze Kegelschnabel ist spitz. Oberkopf, Nacken und teilweise auch die Halsseiten sind grau bis düster graubraun. Die Halsoberseite ist graubraun. Der Rücken ist nach Einhard Bezzel oliv-grünlich, nach Glutz braun. Der Bürzel ist nach Bezzel hell gelbgrün, nach Glutz jedoch graubraun ohne Gelb. Der Zitronenzeisig weist einen Geschlechtsdimorphismus auf. Das Männchen weist eine gelblich-grüne bis zitronengelbe Unterseite und ähnlich gefärbte Stirn auf. Im dunklen Flügel befinden sich zwei gelblich-grüne Flügelbinden. Das Weibchen ist ähnlich, jedoch weniger gelblich gefärbt. Jungvögel sind braun ohne Gelb oder Grün gefärbt.

## Stimme
Die Rufe sind sehr metallisch und hoch, meist etwas nasal. Der Stimmfühlungsruf ist ein „die-die“. Der Flugruf äußert sich in einem „dit-dit“. Andere Rufe sind zweisilbige „zi-ä“ und gedehnte „ziet“. Der Gesang ist ein munteres Zwitschern mit kleinen Quetschlauten. Er ähnelt dem Gesang des Stieglitzes, in Aufbau und Tonfolge auch dem Girlitz.

## Verbreitung und Lebensraum
Der Zitronenzeisig ist in den Gebirgen Mittel- und Südeuropas, vor allem in den Alpen (meist erst ab 1200 bis 1400 m) und den vorgelagerten Mittelgebirgen, verbreitet. Er lebt aber auch in den Pyrenäen und einigen weiteren Hochgebirgslandschaften Spaniens. Kleine Populationen leben im Schweizer Jura, in den Vogesen und im Schwarzwald. Der Zitronenzeisig ist von März bis Oktober überwiegend Kurzstreckenzieher. Er überwintert in Südwesteuropa, einzelne Exemplare auch in Mitteleuropa. Er besiedelt Mischwälder, sonnige felsige Hänge, aber auch Wiesen und Nadelwaldgürtel.

## Ernährung
Er ernährt sich von Nadelholzsamen, Wildkräutern, Gräsern und Knospen. Auch Insekten stehen auf dem Speiseplan.

## Fortpflanzung

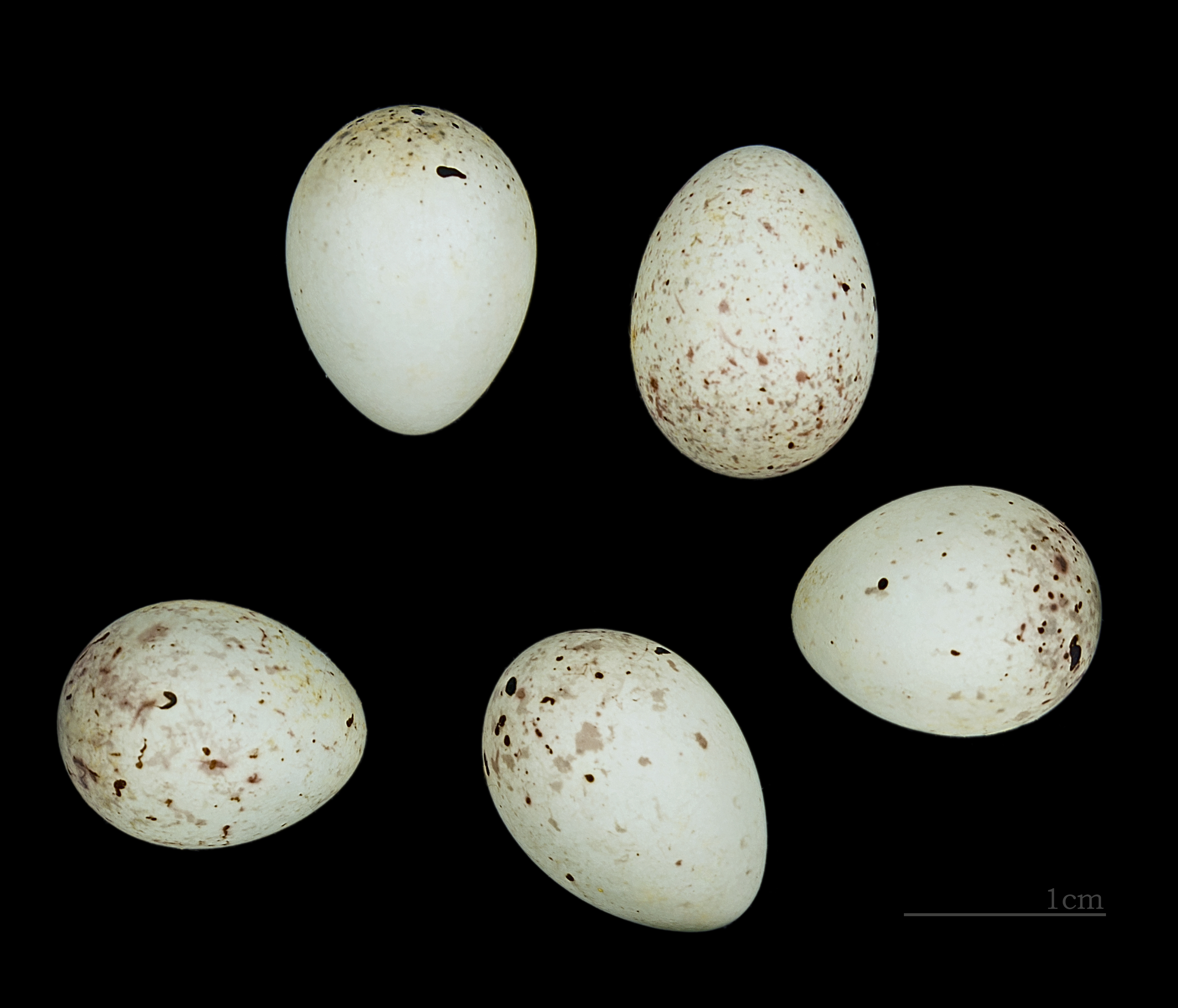
Eier des Zitronenzeisigs

Zwischen April und August finden ein bis zwei Bruten statt. Das Nest liegt meist hoch auf Nadelbäumen, oft auf Lichtungen, wo einige wenige Nadelbäume vorhanden sind. Es besteht aus Gräsern, Wurzeln, Moos und Flechten, innen wird es mit Federn und Pflanzenwolle ausgepolstert. Je nach Schneelage kann der Legebeginn im März oder deutlich später liegen.

## Taxonomie
Der Korsikazeisig (Carduelis (c.) corsicana) wurde bisher formal als Unterart des Zitronenzeisigs geführt, er unterscheidet sich jedoch von diesem sowohl in der Morphologie als auch in der Stimmlage (Cramp u Perrins 1994, Förschler u. Kalko 2007). Diese Annahme wird durch Untersuchungen der mitochondrialen DNA (Sangster, 2000) bestätigt, so dass sie nun als eigene Arten geführt werden (Sangster et al., 2002).

## Bestand und Gefährdung
Der deutsche Brutbestand wird für die Jahre 2005 bis 2009 auf 490 bis 850 Brutpaare geschätzt. In der Roten Liste der Brutvögel Deutschlands von 2015 wird die Art in der Kategorie 3 als gefährdet geführt.